# 布什内尔公园
布什内尔公园（Bushnell Park）位于美国康涅狄格州首府哈特福德，是美国的第一个公园。在19世纪50年代中期由霍勒斯·布什内尔牧师构思，当时，开放公共空间的需要才刚刚开始被认可。布什内尔牧师请他的好朋友弗雷德里克·劳·奥姆斯特德设计公园的布局。但是奥姆斯特德正忙于设计纽约市的中央公园和斯普林菲尔德 (马萨诸塞州)的森林公园，推荐出生于瑞士的景观设计师和植物学家Jacob Weidenmann，后者设计了优美的小径和树丛，以及流经公园的公园河。
公园内后来增建了：霍勒斯·威尔斯纪念碑（1875年）、士兵和水手纪念拱门（1886年）等。